# Infradiciottenne
Un infradiciottenne, in Italia, è una persona di età compresa tra i quattordici e diciotto anni.

## Posizione giuridica
Secondo dottrina e giurisprudenza, l'infradiciottenne è parte di una categoria specifica, rilevante soprattutto nel diritto penale: se capace d'intendere e di volere, è diversamente imputabile rispetto ad un minore di quattordici anni (non imputabile ex art. 97 del Codice penale italiano) o ad un reo che ha già raggiunto la maggiore età (art. 2 Codice civile).
Il minore soggetto a tale regime, ai sensi dell'articolo 98 del Codice penale, ha diritto ad una riduzione della pena detentiva rispetto a quella prevista nelle singole rubriche o la conversione della stessa in pecuniaria, se inferiore a 5 anni. In caso di pena più grave, sono previste pene accessorie come l'interdizione dai pubblici uffici fino ad un massimo di cinque anni; nei casi stabiliti dalla legge, il reo può anche essere sospeso anche dall'esercizio della potestà dei genitori.